# 洛阳体育博物馆
洛阳体育博物馆（英語：Luoyang Sports Museum）是一家位于洛阳的体育类博物馆，是河南省首家体育类博物馆。

## 历史
2020年10月1日建成开馆，位于河南省洛阳市洛龙区滨河南路洛阳文博体育公园内，毗邻洛阳市规划展示馆和洛阳博物馆。展陈面积5,000余平方米，共有三个展厅，包括序厅、忆古溯源、现代揽胜等。

## 运营时间
- 周二至周日：早上八点半至下午四点半
- 周一闭馆

## 交通
- 洛阳轨道交通2号线文博园站